# St. Antonius (Kreuzberg)

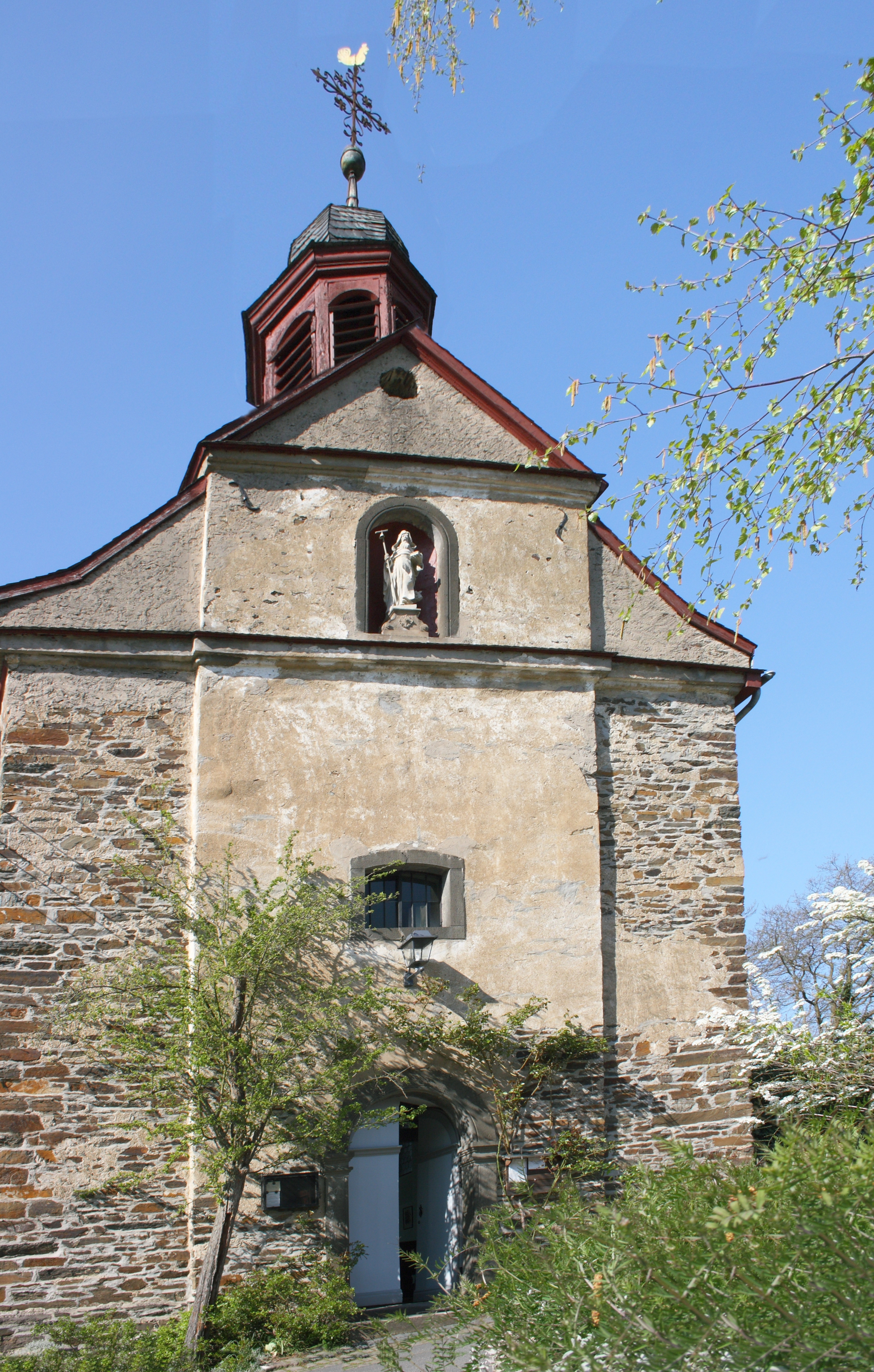
Antoniuskapelle in Kreuzberg

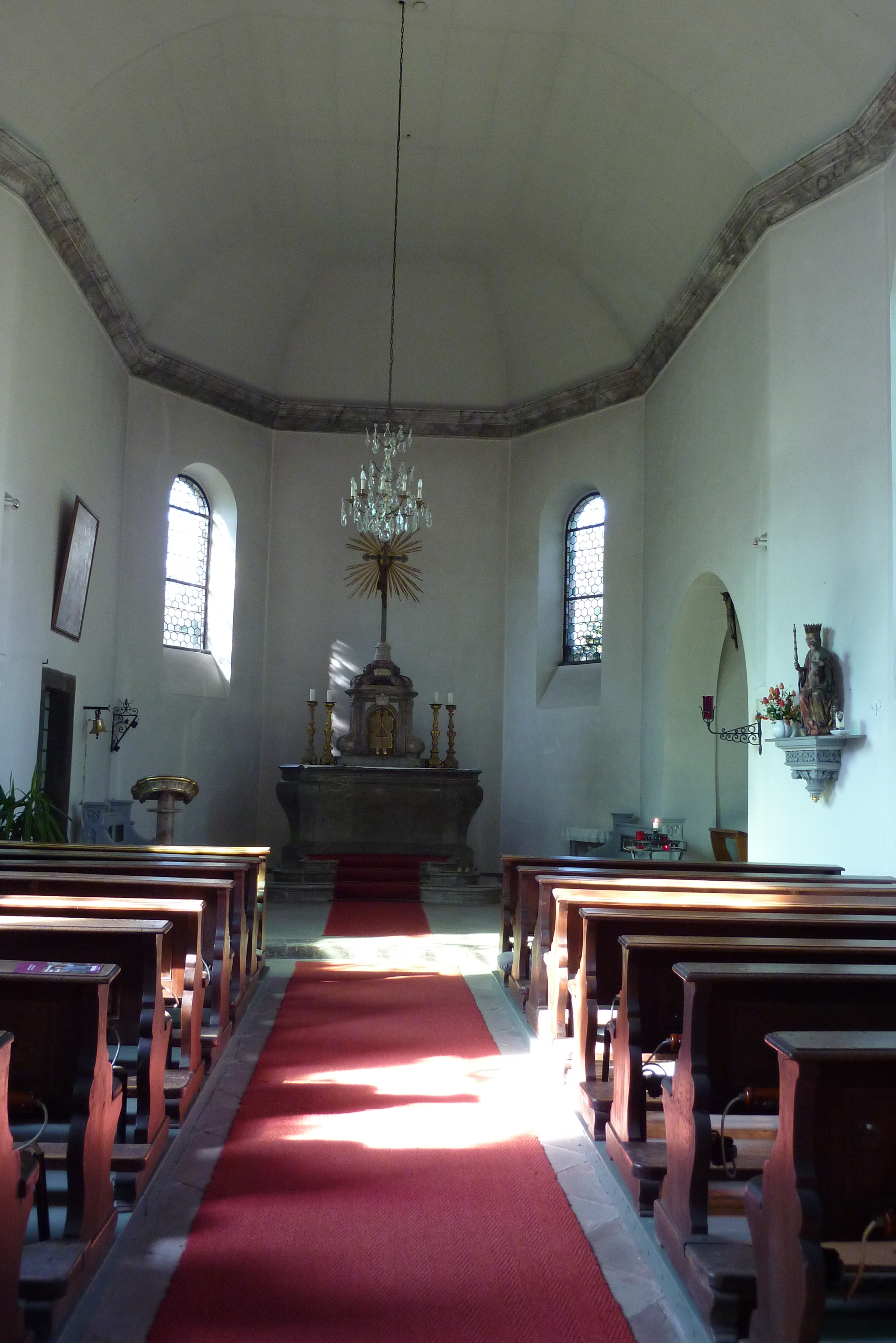
Blick zum Chor

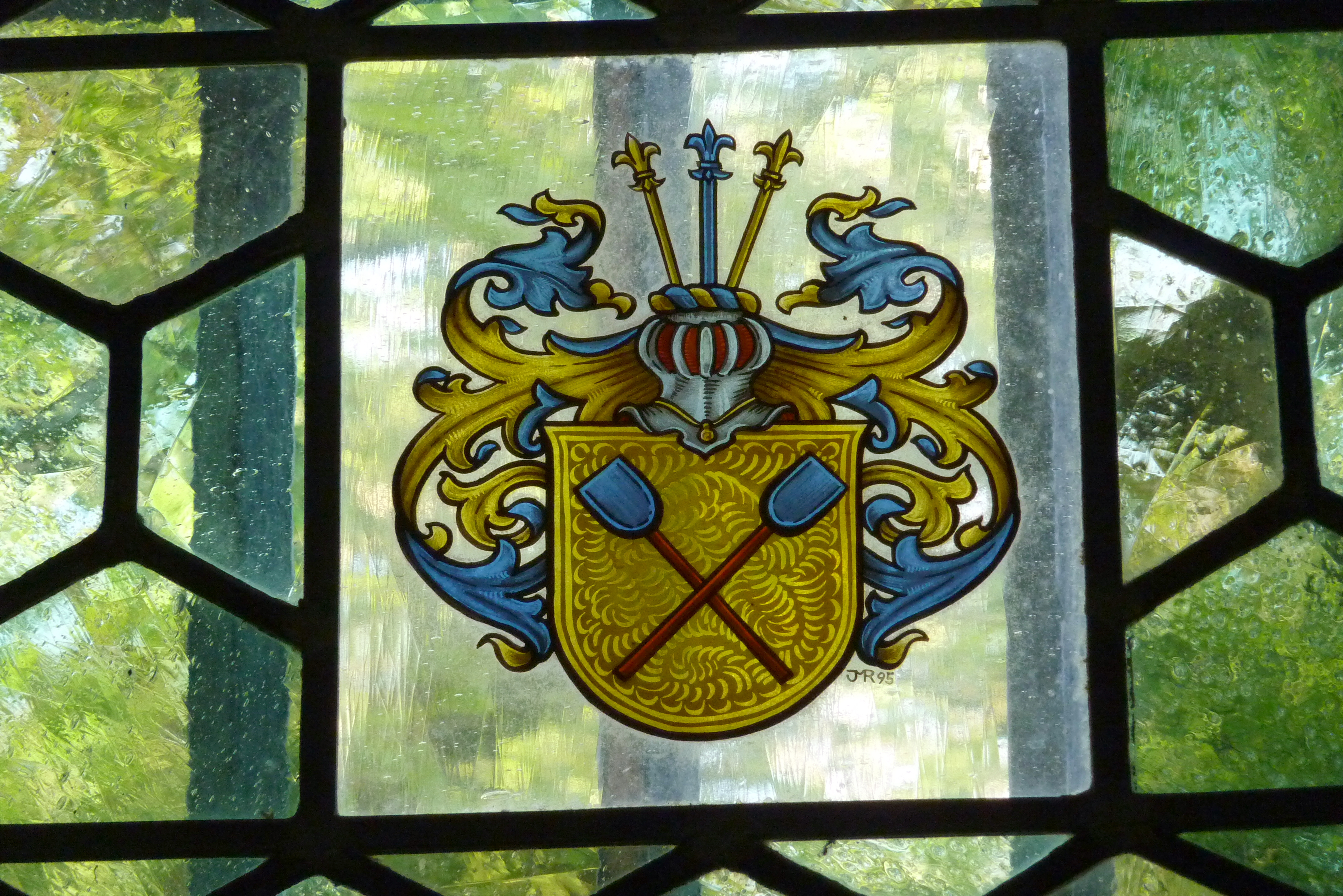
Fenster mit dem Wappen der Familie Boeselager in der Seitenkapelle

Die Kapelle St. Antonius in Kreuzberg, einem Ortsteil der Gemeinde Altenahr im Landkreis Ahrweiler in Rheinland-Pfalz, wurde 1783 erbaut und dem heiligen Antonius geweiht. Die Kapelle befindet sich am westlich gelegenen Eingang des Burgberings der Burg Kreuzberg. Die Kapelle ist ein geschütztes Kulturdenkmal.

## Geschichte
Graf Caspar Anton von der Heyden, genannt Belderbusch, ließ 1783 die Kapelle am westlich gelegenen Eingang des Burgberings errichten. Eine zur Burg gehörige Kapelle ist urkundlich schon seit 1485 nachweisbar. Dieser gotische Bau stand am Fuße des Burgbergs an der Ahr und wurde bei einem Hochwasser zerstört.

## Architektur
Der als Burgkapelle errichtete Bau im Stil des Spätbarocks hat einen polygonalen Chor und wird durch Fenster an seiner Längsfront in drei Achsen unterteilt. An der Südseite befindet sich das rundbogige Portal, das von einem bis in den Giebel reichenden Risalit gerahmt wird. Eine Statue des Kirchenpatrons ist in einer Giebelnische ausgestellt. Der Innenraum wird von einem Tonnengewölbe aus Holz überspannt. An der Empore findet sich das Wappen der Erbauerfamilie von der Heyden, genannt Belderbusch, mit der Jahreszahl 1783.

## Familie von Boeselager
Die Familie von Boeselager, die Burg und Kapelle seit 1820 besitzt, ist in der Kapelle mit ihrem Wappen mehrfach präsent. Auf der Orgel ist das Familienwappen angebracht und in der Seitenkapelle ist ein Bleiglasfenster mit dem Boeselagerschen Wappen versehen.